# Petr Horálek
Petr Horálek (* 21. července 1986 Pardubice) je český fotograf, kreslíř, spisovatel, cestovatel, astronom, český delegát Mezinárodní Asociace pro Temné nebe (IDA) a první český Fotovyslanec Evropské jižní observatoře a NOIRLab. Jeho snímky byly několikrát vybrány jako prestižní Astronomický snímek dne NASA, Snímek týdne ESO nebo Česká astrofotografie měsíce. Je po něm pojmenována planetka 6822 Horálek.

## Fotografie
Od roku 2011 se Petr Horálek věnuje astrofotografii. Jeho specializací je krajinářská astrofotografie, prostřednictvím které zachycuje vzácné astronomické úkazy nebo noční oblohu v kompozici s okolní krajinou. Aby docílil skutečně kvalitního obrazu, nevyužívá pouze matematických metod zpracování digitálního obrazu (zejména k odstranění šumu), ale cestuje do odlehlých míst daleko od civilizace za tmavou oblohou. Snaží se tak poukázat na celosvětovou problematiku světelného znečištění.

### Úspěchy a ocenění
V roce 2007 byl poprvé oceněn za svůj snímek v České astrofotografii měsíce. V létě 2014 pak vybrala NASA jeho snímek z Nového Zélandu jako Astronomický snímek dne 29. července s podtitulem Portál do vesmíru na Novém Zélandu. K roku 2023 získal toto prestižní ocenění již 40×, čímž se stal nejoceňovanějším Čechem tohoto typu vůbec. Nejvíce jeho snímků pochází z okolí Sečské přehrady. V lednu 2015 se Horálek stal prvním českým fotovyslancem Evropské jižní observatoře, která již několikrát publikovala jeho snímky jako Snímek týdne ESO. V roce 2022 se stal rovněž fotovyslancem vědecké organizace NOIRLab. Za jeho celosvětové úspěchy na poli astrofotografie byla po Petru Horálkovi v říjnu 2015 pojmenována planetka 6822 Horálek, kterou objevila astronomka Zdeňka Vávrová v roce 1986 na Kleti.

## Umění
Vyjma fotografii se Petr Horálek věnuje také kresbě, zejména portrétů dívek ale také architektury či emočních kreseb.

## Cestování
Petr Horálek se věnuje astroturistice. Cestuje po světě za vzácnými nebeskými úkazy anebo noční oblohou. Nejčastěji cestuje za úplnými zatměními Slunce v rámci expedic SAROS, za tímto účelem navštívil Maďarsko (1999), Turecko (2006), Rusko (2008), Čínu a Tibet (2009), Cookovy ostrovy (2010), Austrálii (2012), Ugandu (2013), Faerské ostrovy (2015), Indonésii (2016), USA (2017) nebo Chile (2019 a 2020). Za tmavou oblohou vycestoval do jižního Tichomoří, jižní Afriky, Chile, na Kapverdské ostrovy nebo do Argentiny, kde byl v roce 2017 okraden. V roce 2014 odcestoval na půl roku na Nový Zéland, kde si přivydělával na sadech s ovocem, aby za našetřené peníze mohl znovu navštívit Cookovy ostrovy. Na populárním ostrově Aitutaki pořídil pravděpodobně historicky úplně první snímek noční oblohy a celý příběh popsal v knize Dobytí jižního hvězdnatého ráje.

## Spisovatelská činnost
Petr Horálek je autorem čtyř knih: populárně naučné knihy Tajemná zatmění (zevrubný průvodce po zatměních Slunce a Měsíce) z roku 2015 a cestopisu Dobytí jižního hvězdnatého ráje z roku 2016. V roce 2017 připravil ve spolupráci s hudebníkem Milošem Ráblem audiovizuální knihu Nebeské symfonie. V roce 2018 vyšla nová revidovaná verze jeho první knihy Tajemná zatmění s přemluvou Jiřího Grygara a novými snímky profesora Miloslava Druckmüllera. V roce 2024 byla vydána jeho kniha Příběhy vesmírného nomáda, kterou publikovala Slovenská ústredná hvezdáreň Hurbanovo.

## Astronomie

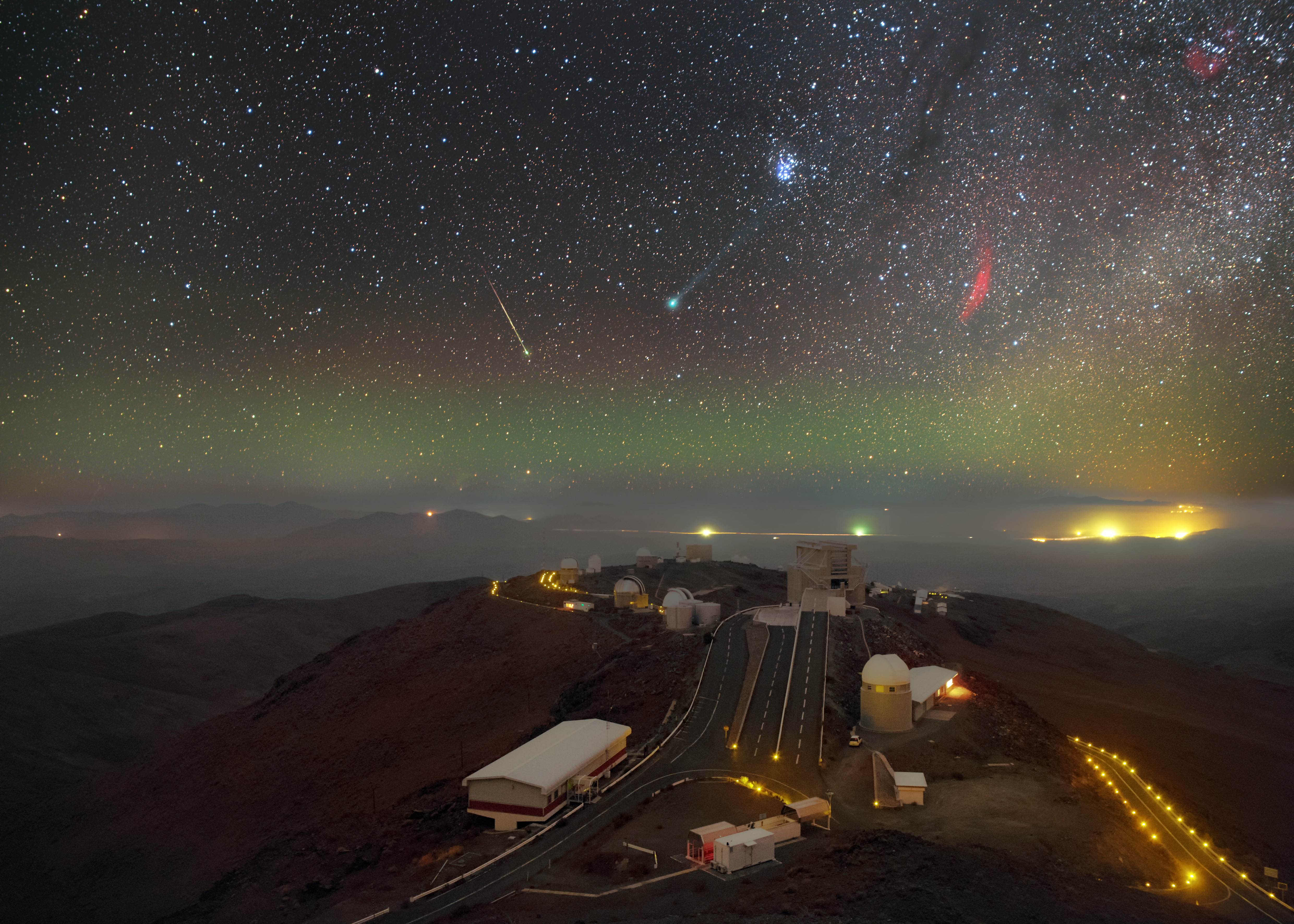
Kometa C/2014 Q2 Lovejoy nad observatoří La Silla v Chile. Tato fotografie Petra Horálka byla publikována jako Snímek týdne ESO.

Astronomii se Petr Horálek věnuje již od dětství díky své babičce. Věnoval se jí nejdříve mimoškolně jako koníčku, později aktivně jako člen Astronomické společnosti Pardubice, Astronomické společnosti Hradec Králové, Společnosti pro meziplanetární hmotu České astronomické společnosti, šéfredaktor serveru Astro.cz mezi lety 2009-2017 a po studiích astrofyziky na Přírodovědecké fakultě Masarykovy univerzity v Brně (mezi lety 2007-2011) i profesně. V letech 2010-2012 působil na Astronomickém ústavu AV ČR jako pozorovatel bolidů, v roce 2013 pak jako odborný pracovník na Hvězdárně v Úpici.

### Popularizace astronomie
Popularizaci astronomie se Petr Horálek začal věnovat na Hvězdárně b. A. Krause v Pardubicích v roce 2001 pod vedením Václava Knolla. Připravoval přednášky pro veřejnost, byl předsedou Astronomické společnosti Pardubice a vypomáhal s programem hvězdárny přípravou nejrůznějších výstav, audiovizuálních pořadů nebo pozorovacích akcí vzácných nebeských úkazů pro širokou veřejnost. Při studiích astrofyziky na Masarykově univerzitě v Brně působil jako demonstrátor na Hvězdárně a planetáriu Brno. Na Hvězdárně v Úpici se věnoval přípravě nejrůznějších akcí pro širokou veřejnost. Po návratu z Nového Zélandu v roce 2014 se věnuje zejména přednáškové činnosti pro širokou veřejnost i školní kolektivy.
Od roku 2004 napsal přes 340 populárně-astronomických článků pro server Astro.cz, působil také jako redaktor Expresních astronomických informací a autor Českého rozhlasu Leonardo. Ve spolupráci s Českou astronomickou společností připraval tiskové zprávy a prohlášení o významných úkazech na obloze. V roce 2019 se stal novinářem na volné noze a dále informuje o významných úkazech na svém novinářském blogu. Od roku 2020 pracuje na Fyzikálním ústavu v Opavě a také pravidelně přispívá do časopisu Tajemství vesmíru a spravuje facebookový portál Minutky z vesmíru. Vystoupil v několika televizních relacích a dokumentárních filmech.
Jako scenárista se podílel na dvou dokumentárních filmech o zatmění Slunce: Podmanivá koróna (2022) a Zázrak ve stínu Měsíce (2024). Druhý zmíněný film režíroval.

### Vědecká činnost
Mezi lety 2010-2012 byl Petr Horálek zaměstnancem Astronomického ústavu AV ČR v Oddělení meziplanetární hmoty. Jako pozorovatel se věnoval zaznamenávání bolidů na ondřejovské stanici Evropské bolidové sítě pod vedením Pavla Spurného a Jiřího Borovičky. V roce 2013 se účastnil expedice do Ugandy za úplným zatměním Slunce. Pořízená data byla využita k matematickému zpracování prof. Miloslavem Druckmüllerem z Vysokého učení technického v Brně. Podobných výsledků pak bylo docíleno během expedice do Wyomingu, USA, v roce 2017 v rámci mezinárodní vědecké expedice Solar Wind Sherpas. V roce 2019 spolu s dalšími fotografy zachytil dopad asteroidu na Měsíc během úplného zatmění Měsíce 21. ledna. Výsledný snímek napomohl k určení vlastností asteroidu i vzniklého kráteru na Měsíci.